# Pomnik poległych w Saint-Martin-d’Estréaux
Pomnik poległych w Saint-Martin-d’Estréaux (fr. Monument aux morts à Saint-Martin-d’Estréaux) – wzniesiony w 1922 roku. Od 9 grudnia 2021 roku posiada status monument historique, w kategorii classé MH (zabytek o znaczeniu krajowym).

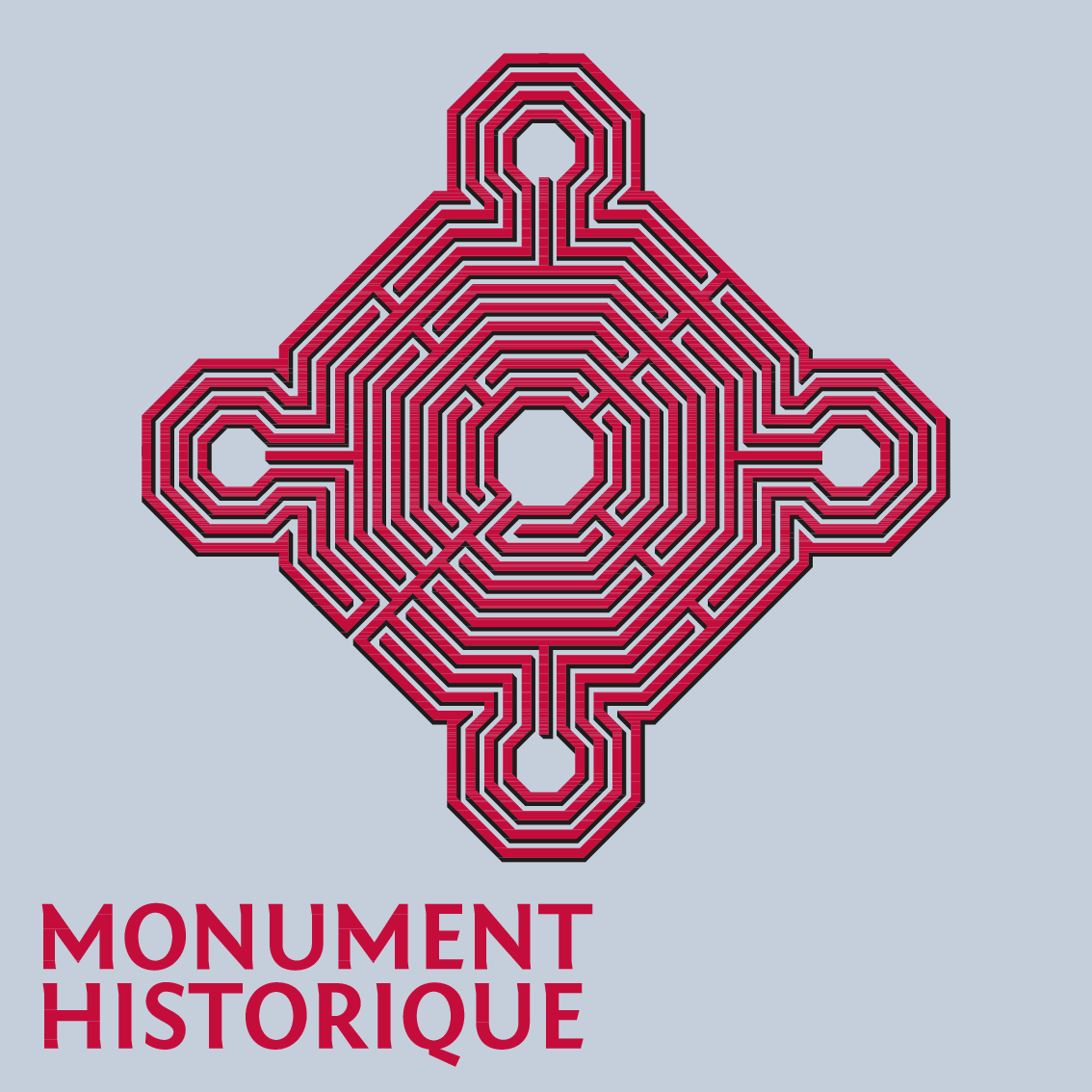
Logo monument historique - 2017

## Lokalizacja
Pomnik jest zlokalizowany na terenie miejscowości Saint-Martin-d’Estréaux, przy Place Pierre-Monot, w departamencie Loara, w regionie Auvergne-Rhône-Alpes.

## Opis
Pomnik poległych został wykonany w 1922 roku przez rzeźbiarza Jeana-Baptiste’a Picauda pochodzącego z Roanne. Pomnik ma dwie cechy szczególne: zawiera emaliowane fotografie poległych oraz długi tekst pacyfistyczny, wygrawerowany w 1928 r. z inicjatywy burmistrza Pierre’a Monota. Tekst ten piętnuje wojnę i jej okropności: „Przeklęta niech będzie wojna i jej autorzy”. Pomnik, długo nie był dobrze przyjmowany przez mieszkańców, został oficjalnie odsłonięty dopiero w 1947 roku.

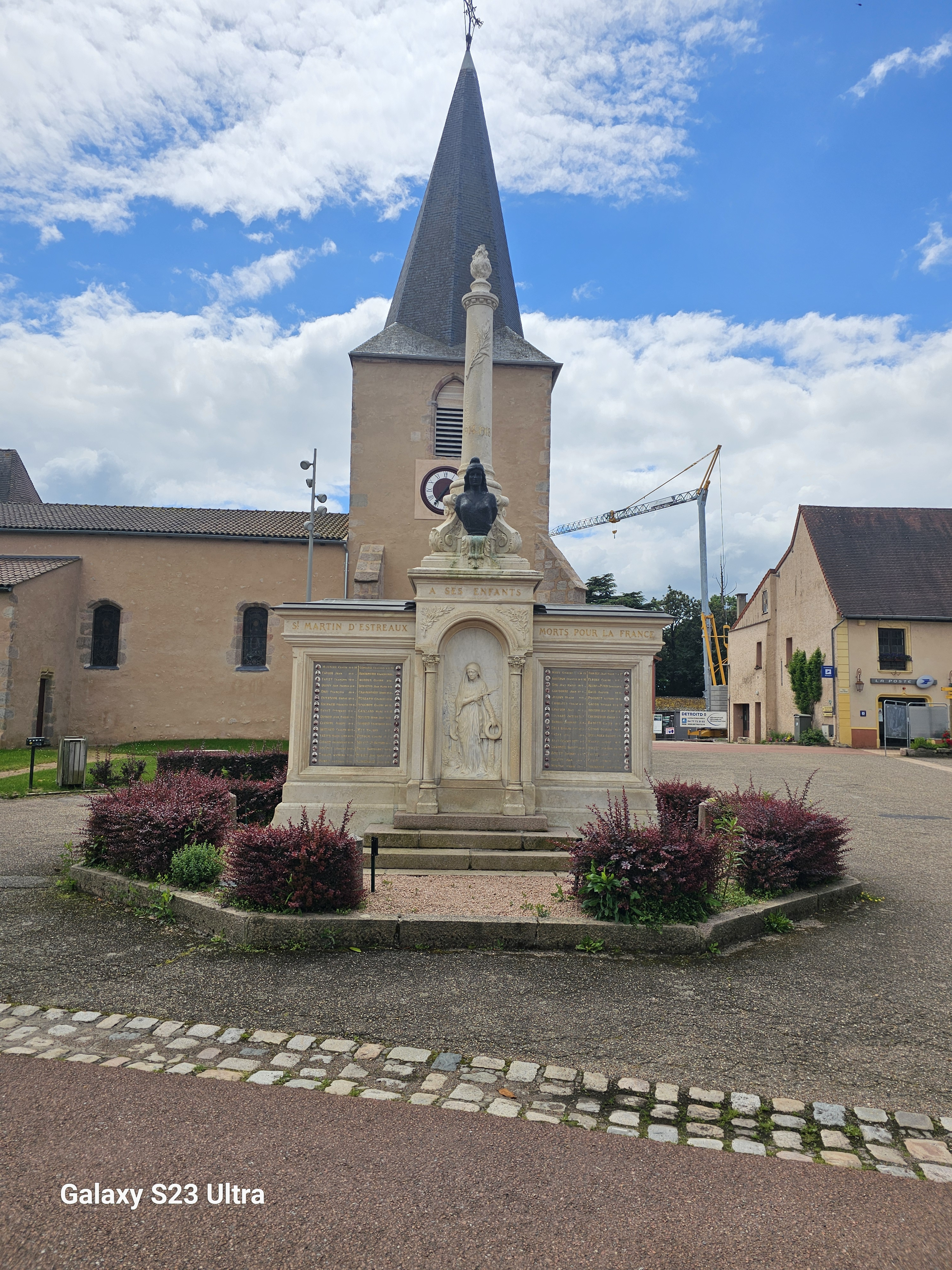
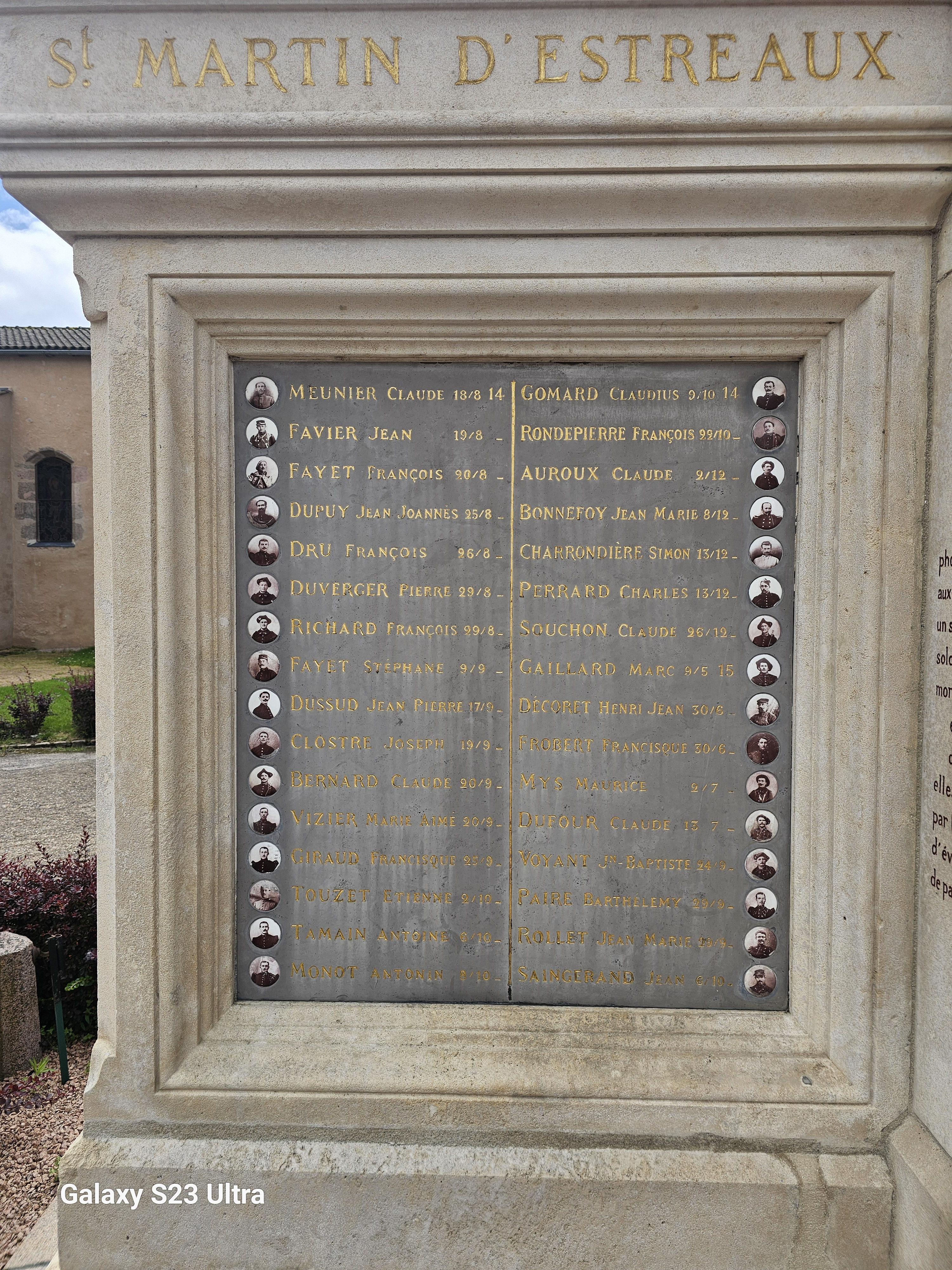
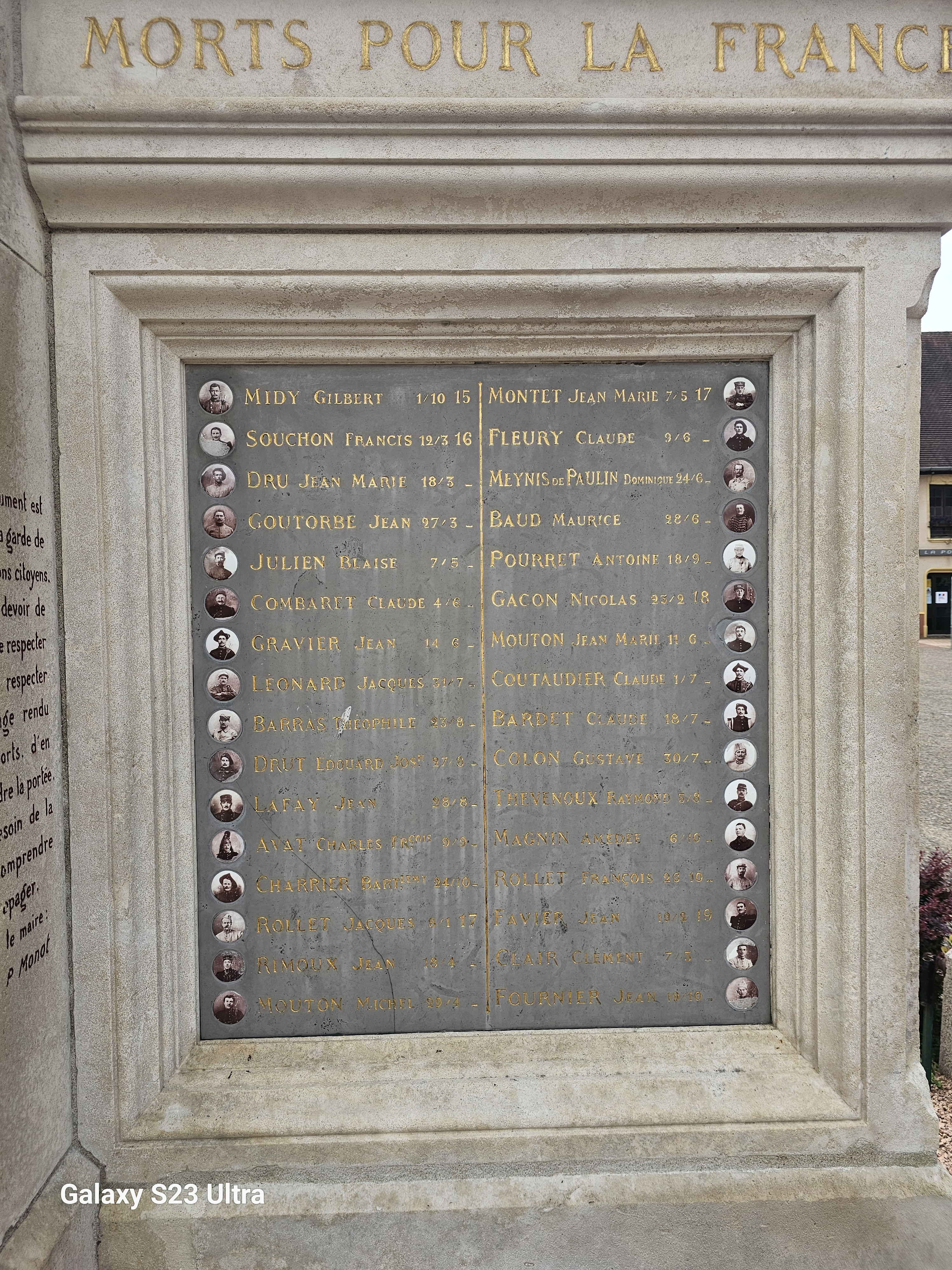
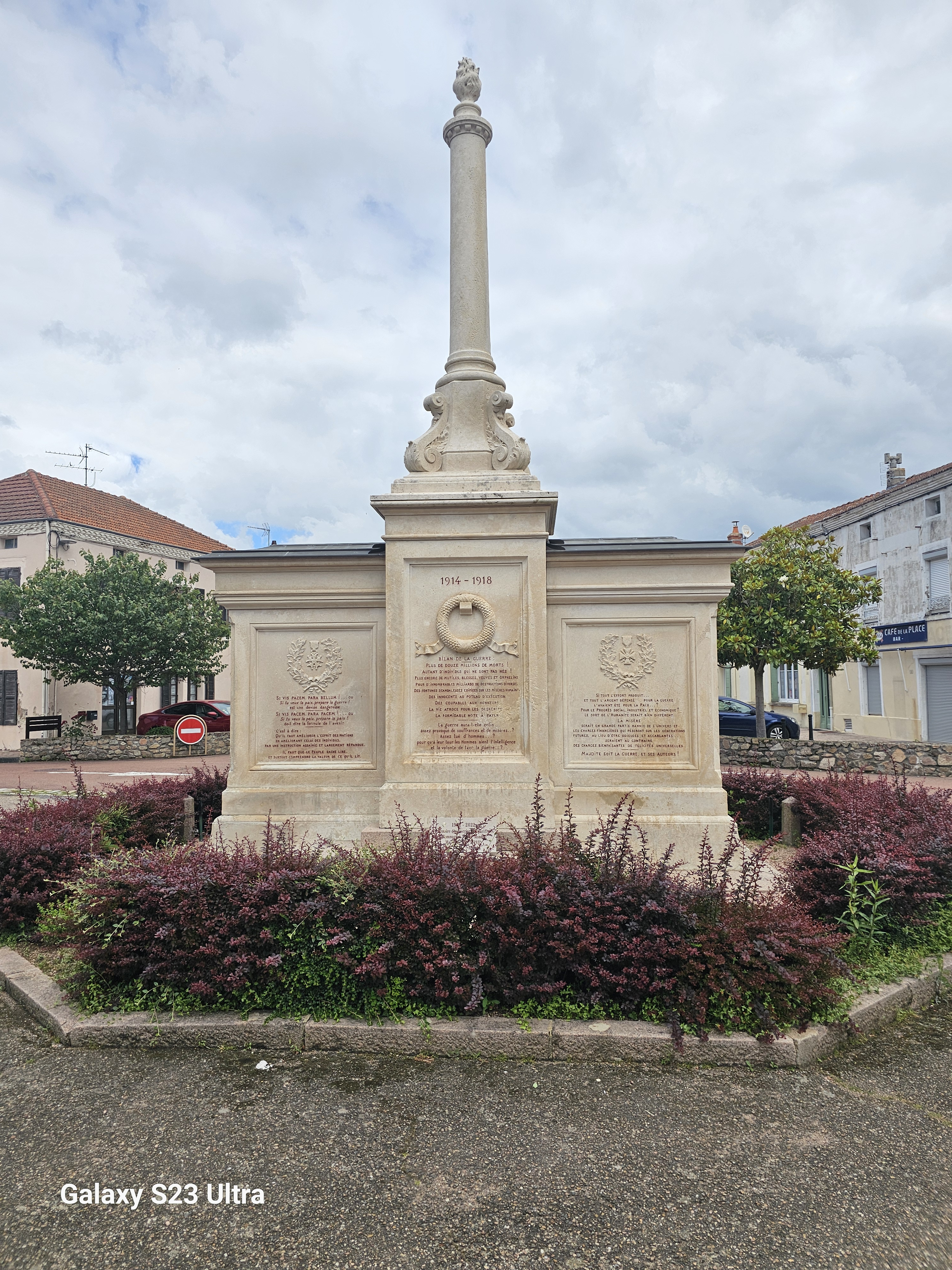